# Municipio de Brown (condado de Carroll)
El municipio de Brown (en inglés: Brown pickoparado Township) es un municipio ubicado en el condado de Carroll en el estado estadounidense de Ohio. En el año 2010 tenía una población de 7935 habitantes y una densidad poblacional de 71,53 personas por km².

## Geografía
El municipio de Brown se encuentra ubicado en las coordenadas 40°41′13″N 81°9′51″O / 40.68694, -81.16417. Según la Oficina del Censo de los Estados Unidos, el municipio tiene una superficie total de 110.93 km², de la cual 108,8 km² corresponden a tierra firme y (1,92 %) 2,13 km² es agua.

## Demografía
Según el censo de 2010, había 7935 personas residiendo en el municipio de Brown. La densidad de población era de 71,53 hab./km². De los 7935 habitantes, el municipio de Brown estaba compuesto por el 96,67 % blancos, el 0,95 % eran afroamericanos, el 0,45 % eran amerindios, el 0,2 % eran asiáticos, el 0,38 % eran de otras razas y el 1,35 % eran de una mezcla de razas. Del total de la población el 1,24 % eran hispanos o latinos de cualquier raza.